# Solos Nalampoon
Solos Nalampoon (taj. โสฬส ณลำพูน; ur. 2 lipca 1938) – tajski strzelec specjalizujący się w strzelaniu z pistoletu szybkostrzelnego z 25 metrów, olimpijczyk. 
Brał udział w igrzyskach olimpijskich w latach 1972 (Monachium) i 1976 (Montreal). Zajmował odpowiednio: 22. i 35. miejsce.
W 1970 roku zajął ósme miejsce podczas igrzysk azjatyckich w Bangkoku (zdobył 575 punktów).

## Wyniki olimpijskie
| Igrzyska | Konkurencja                        | Wynik                    | Miejsce    | Źródło |
| -------- | ---------------------------------- | ------------------------ | ---------- | ------ |
| IO 1972  | Pistolet szybkostrzelny, 25 metrów | 583 punkty (197-196-190) | 22 (na 62) | [ 1 ]  |
| IO 1976  | Pistolet szybkostrzelny, 25 metrów | 578 punktów (288-290)    | 35 (na 48) | [ 2 ]  |